# スキマスイッチ TOUR 2024-2025 “A museMentally” THE MOVIE
『スキマスイッチ TOUR 2024-2025 “A museMentally” THE MOVIE』は、スキマスイッチのライブBlu-ray。

## 解説
- 10thアルバム『A museMentally』を引っ提げたツアーである「スキマスイッチ TOUR 2024-2025 “A museMentally”」のライブ・アルバム[1]。
- 2025年4月14日にパシフィコ横浜国立大ホールで開催された追加公演の模様を収録[1]。
- 映像作品「スキマスイッチ TOUR 2024-2025 “A museMentally” THE MOVIE」との連動応募抽選券封入。
- ライブ音源「スキマスイッチ TOUR 2024-2025 “A museMentally”」との連動応募抽選券封入。
- 『スキマフェス』から約3ヶ月ぶりのライブ映像作品。

## バンドメンバー
| バンドメンバー | バンドメンバー           |
| -------------- | ------------------------ |
| 大橋卓弥       | Vocal, Guitar            |
| 常田真太郎     | Piano, Keyboards, Chorus |
| 村石雅行       | Drums                    |
| 種子田健       | Bass                     |
| 石成正人       | Guitar, Chorus           |
| 浦清英         | Keyboards, Organ         |
| 松本智也       | Percussion, Chorus       |
| 本間将人       | Sax, Chorus              |
| 田中充         | Trumpet, Chorus          |

## 収録曲
1. Intro ～for TOUR 2024-2025 “A museMentally”～
2. ゼログラ
3. ふれて未来を
4. 石コロDays
5. コトバリズム
6. 魔法がかかった日
7. Lonelyの事情
8. きみがいいなら
9. ミスターカイト
10. 遠くでサイレンが泣く
11. Interlude
12. 僕と傘と日曜日
13. クライマル
14. 雫
15. OverDriver
16. Ah Yeah!!
17. 逆転トリガー
18. 全力少年
19. Lovin' Song
20. 桜夜風(Encore)
21. ごめんねベイビー(Encore)
22. 奏（かなで）(Encore)
23. 1017小節のラブソング＜Bonus Movie（2024年12月3日恵那文化センター 大ホール）＞
24. 吠えろ!＜Bonus Movie（2024年12月3日恵那文化センター 大ホール）＞